# 우암초등학교 (부산)
우암초등학교는 대한민국 부산광역시 남구에 있는 공립 초등학교이다.

## 학교 연혁
- 1959년 4월 1일: 우암초등학교 개교
- 1987년 3월 2일: 신연국민학교4학급분리
- 1987년 2월 6일: 병설유치원2학급설립인가
- 1992년 2월 29일: 성천국민학교 13학급 분리
- 1999년 9월 16일: 학교평가남부지역1위

## 참고 자료
- 우암초등학교 - 한국교육학술정보원 학교알리미